# Bulbophyllum pentaneurum
Bulbophyllum pentaneurum là một loài phong lan thuộc chi Bulbophyllum.